# آيت عبد الله (آيت سيدي بوعباد)
آيت عبد الله هو دُوَّار يقع بجماعة سيدي لامين، إقليم خنيفرة، جهة بني ملال خنيفرة في المملكة المغربية. ينتمي الدوّار لمشيخة آيت سيدي بوعباد التي تضم 4 دواوير. يقدر عدد سكانه بـ 988 نسمة حسب الإحصاء الرسمي للسكان والسكنى لسنة 2004.

## وصلات خارجية
- البوابة الوطنية للجماعات الترابية
- المندوبية السامية للتخطيط